# 1901 v hudbě
Na této stránce naleznete seznam událostí souvisejících s hudbou, které proběhly roku 1901.

## Události
- 9. listopadu – Sergej Rachmaninov hraje premiéru svého zatím nedokončeného 2. klavírního koncertu C-moll v Moskvě. Dirigent Alexander Siloti uvedl pouze první dvě věty koncertu.[1]
- 23. října - Premiéra opery Barbaři Camille Saint-Saens v Paříži.[2]
- 22. listopadu - V Drážďanech proběhla premiéra jednoaktové opery Richarda Strausse Feuersnot
- 25. listopadu - Mahlerova Symfonie č.4 G-dur má premiéru v Mnichově.[1]
- Bylo založeno vydavatelství RCA Records

## Narození
- 22. leden – Hans Erich Apostel, hudební skladatel († 1972)[3]
- 02. únor – Jascha Heifetz, houslista († 1987)[4][5]
- 12. květen – Scrappy Lambert, americký zpěvák († 1987)[6]
- 17. květen – Werner Egk, hudební skladatel († 1983)[7]
- 21. květen – Horace Heidt, americký hudebník († 1986)[8]
- 23. květen – Edmund Rubbra, skladatel († 1986)[9]
- 30. květen – Frankie Trumbauer, americký saxofonista a zpěvák († 1956)[10]
- 06. červen[11] nebo 17. červenec[12]– Véra Korène, herečka a zpěvačka († 1996)
- 10. červen – Frederick Loewe, skladatel († 1988)[13][14]
- 24. červen – Harry Partch, skladatel († 1974)[15]
- 29. červen – Nelson Eddy, americký herec a zpěvák († 1967)[16]
- 03. červenec – Ruth Crawford Seeger, hudební skladatel († 1953)[17]
- 28. červenec – Rudy Vallée, zpěvák († 1986)[18]
- 04. srpen – Louis Armstrong, jazzový hudebník († 1971)
- 02. září – Phil Napoleon, jazzový trumpetista († 1990)[19]
- 09. září – James Blades, perkusionista († 1999)[20]
- 12. září – Ernst Pepping, skladatel(† 1981)[21]
- 26. září – Ted Weems, americký hudebník († 1963)[22]
- 02. říjen – Walther Aeschbacher, švýcarský dirigent a hudební skladatel († 1969)[23][24]
- 07. říjen – Ralph Rainger, americký pianista a skladatel († 1942)[25][26]
- 08. říjen – Eivind Groven, skladatel († 1977)[27]
- 18. říjen – Annette Hanshaw, americká zpěvačka († 1985)[28]
- 20. říjen – Frank Churchill, americký skladatel († 1942)[29]
- 22. listopad – Joaquín Rodrigo, španělský skladatel († 1999)
- 22. prosinec – André Kostelanetz, dirigent († 1980)[30]

## Úmrtí
- 11. leden – Vasilij Sergejevič Kalinnikov, skladatel (* 1866)
- 27. leden – Giuseppe Verdi, skladatel (* 1813)
- 17. únor – Ethelbert Woodbridge Nevin, pianista a skladatel (* 1862)[31]
- 14. duben – Alice Barnett, herečka a zpěvačka (* 1846)[32]
- 02. květen – Franz Rummel, pianista (* 1853)[33]
- 09. květen – Gottfried von Preyer, dirigent a skladatel (* 1807)[34]
- 17. červen – Cornelius Gurlitt, hudební skladatel (* 1820)
- 23. červen – Charles Kensington Salaman, hudební skladatel (* 1814)[35]
- 18. červenec – Carlo Alfredo Piatti, violoncellista(* 1822)[36]
- 17. srpen – Edmond Audran, hudební skladatel (* 1842)[37]
- 24. srpen – Gunnar Wennerberg, básník, politik a hudební skladatel (* 1817)[38]
- 03. září – Friedrich Chrysander, hudební historik a kritik (* 1826)[39]
- 22. říjen – Frederic Archer, varhaník, dirigent a skladatel (* 1838)[40]
- 25. listopad – Josef Rheinberger, varhaník a skladatel (* 1839)[41]
- 15. prosinec – Elias Álvares Lobo, skladatel (* 1834)[42]